# Fritigern
Fritigern (* erste Hälfte des 4. Jahrhunderts; † um 382) war ein terwingischer Reiks und Feldherr.
Das terwingische Gotenreich (Gutþiuda) war in sogenannte Kunja (Singular Kuni, „Geschlecht, Gefolgschaft“) unterteilt, die von einem Reiks (gotisch „Herrscher“) angeführt wurden. In Krisenzeiten wurde ein Reiks zum Oberhaupt des Reiches (lateinisch iudex „Richter“) gewählt. Dieses Amt hatte vor dem Hunneneinfall 375 Athanarich inne. Das Kuni von Fritigern lokalisiert man westlich des Pruths.
Fritigern war Arianer und Gegner Athanarichs. Nach der Zerschlagung des Gotenreiches an der Donau durch die Hunnen führte Fritigern die Mehrheit der Terwingen 376 in das Römische Reich, wobei Kaiser Valens den Terwingen Siedlungsraum in Thrakien und Smyrna gewährte. Durch die schlechte Versorgung der terwingischen Goten kam es jedoch bald zum Gotenkrieg. Fritigern besiegte Valens am 9. August 378 in der für die Römer katastrophalen Schlacht von Adrianopel, in der auch ein Teil der römischen Feldarmee im Osten vernichtet wurde. Die Terwingen konnten diesen Sieg, mit dem der Historiker Ammianus Marcellinus sein Geschichtswerk enden ließ, jedoch nicht nutzen. Anschließend kam es zu Kampfhandlungen mit den Römern unter Theodosius I. Dieser schloss 382 einen Vertrag (foedus) mit den terwingischen Goten, wobei der Name Fritigern nicht mehr auftaucht, womit anzunehmen ist, dass er bereits verstorben war oder keine Rolle mehr spielte.
Sein gotischer Name ist nicht eindeutig belegt. In der Forschung wird Fritigern mitunter mit dem im gotischen Kalenderfragment genannten Friþareiks gleichgesetzt. Demnach entspräche sein Name dem deutschen Namen Friedrich. Nach diesem Kalender war sein Gedenktag der 23. Oktober.
In der im 19. Jahrhundert errichteten Gedenkstätte Walhalla wurde die Gedenktafel Nr. 7 für Friediger errichtet.